# Snop

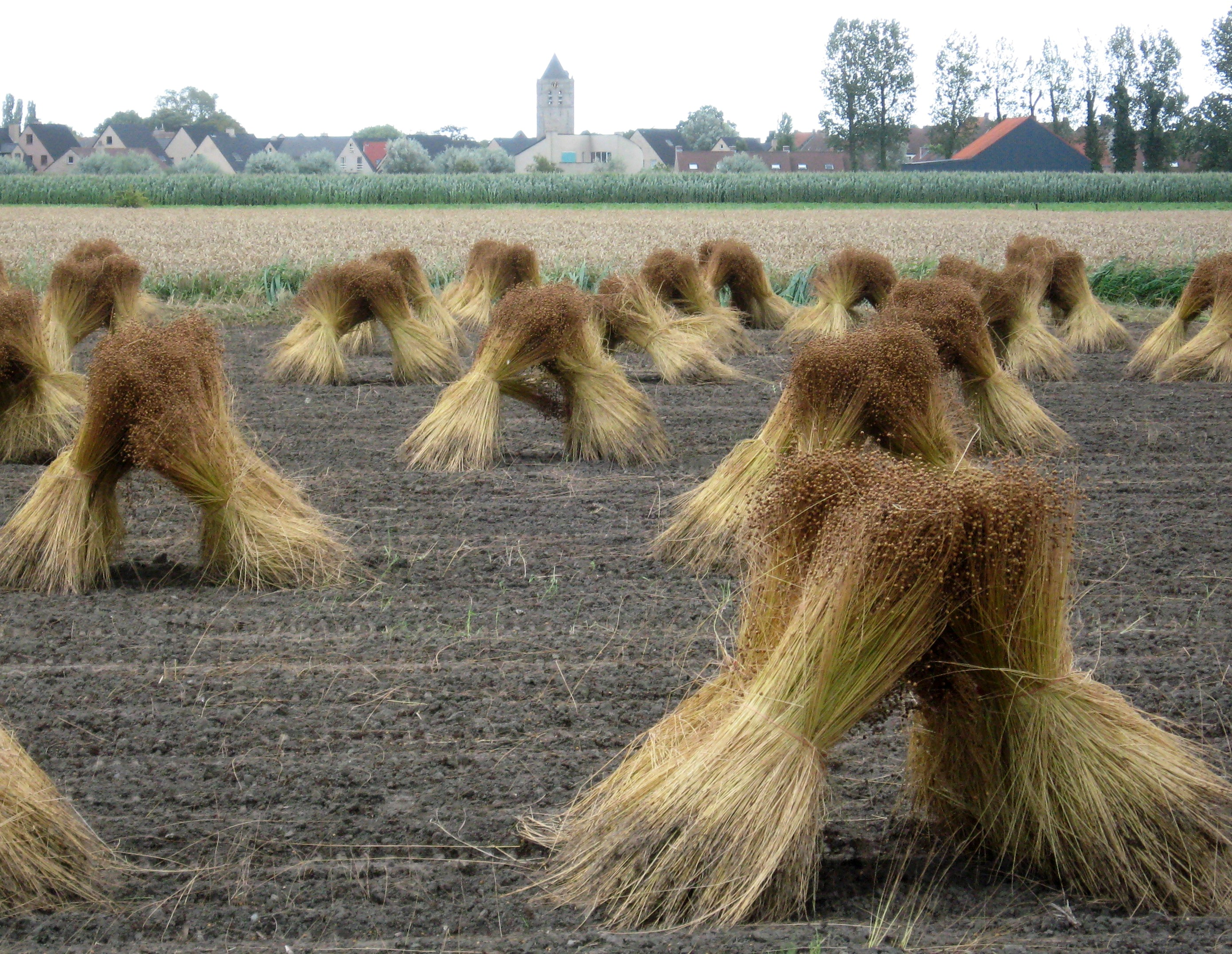
Wilgotne snopy lnu ułożone w sztygi

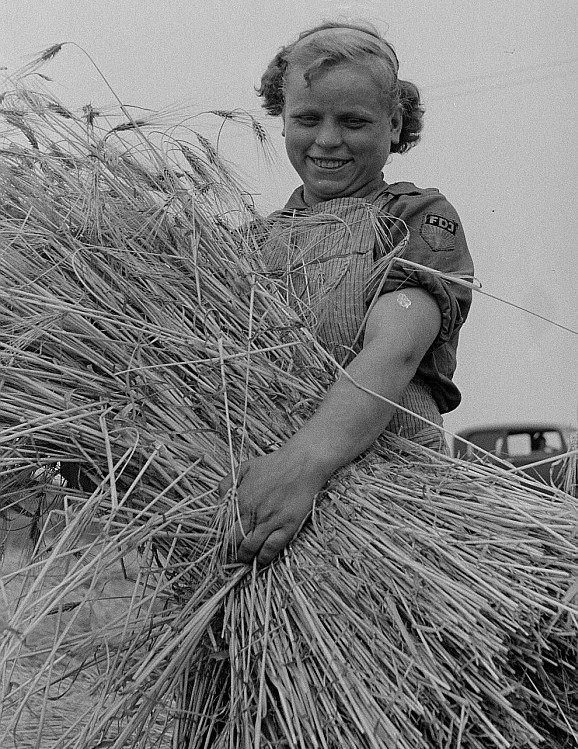
Dziewczyna z organizacji FDJ ze snopem

Snop, snopek, zbieranka – w rolnictwie zebrane, ułożone równolegle i związane źdźbła zbóż, lnu, traw. Stosowanie snopów ułatwiało transport i przechowywanie niewymłóconego zboża.
W snopy wiązano pszenicę, żyto, owies, len (nie koszony, lecz wyrywany ręcznie lub maszynowo), rzadziej jęczmień i rzepak. Dawniej wiązanie snopów wykonywano ręcznie przez zbieranie ściętego sierpem lub kosą zboża, następnie wiązano powrósłem. Wprowadzone w drugiej połowie XIX w. maszyny koszące, żniwiarki (nazywane też zrzutkami) układały skoszone zboże w porcjach, ułatwiających ręczne wykonywanie snopków. Później pojawiły się maszyny koszące i wiążące zwane snopowiązałkami, które wiązały snopy sznurkiem. Snopy zniknęły z pól z chwilą wprowadzenia do użytku kombajnów zbożowych.
Do suszenia i zmniejszenia niebezpieczeństwa zamoknięcia w wyniku opadów podczas przetrzymywania na polu, snopy ustawiano w sztygi, kopki lub mendle. Następnie zwożono do przechowywania w stodołach, czasami w stertach lub stogach. Snop był rozwiązywany przed młocką.

## Znaczenie kulturowe
Snop odgrywał też – jako symbol – ważną rolę w kulturze. Szczególne znaczenie miał pierwszy snop zebrany z danego pola zwany diduchem, który często ozdabiano. Ostatni snop utworzony w gospodarstwie oznaczający zakończenie koszenia zboża stanowił centralną część uroczystości zakończenia żniw zwanej dożynkami lub snopkiem.
Snopki takie dekorowano również i przynoszono do domów w okresie święta Szczodrych Godów i późniejszej na ziemiach Polski wigilii, stawiając je w kątach izby.
W przypadające 1 lutego święto Imbolc związane ze świętem wiosny i celtycką boginią ognia Brigid, w Szkocji w wigilię tego święta podpalano snop odziany w szaty kobiece – na urodzaj. W tradycji chrześcijańskiej ogień św. Brigit będzie pełnił funkcję oczyszczającą. W Szkocji w wilię tego święta podpalano snop odziany w szaty kobiece i ułożony w kolebce uplecionej ze zboża i siana, otoczonej świecami – „na urodzaj”.
Snop, zazwyczaj złoty, był często używanym symbolem w heraldyce, gdzie oznaczał rolnictwo; snopek w herbie mieli Wazowie.

## Snopek dożynkowy

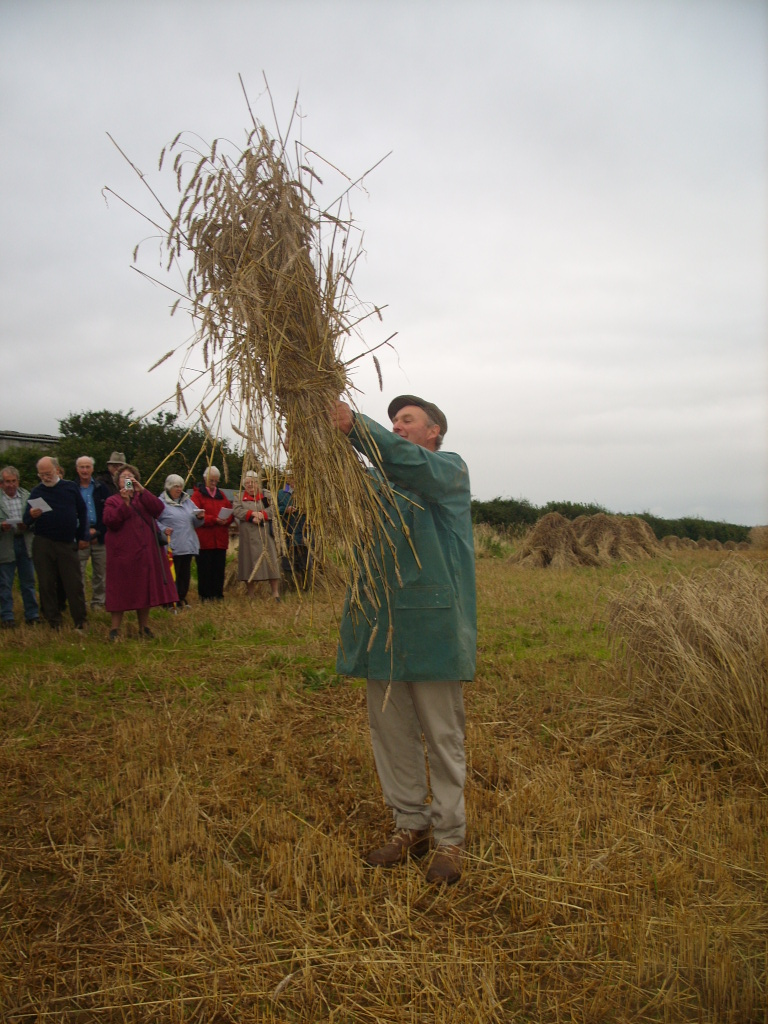
„Crying the neck”
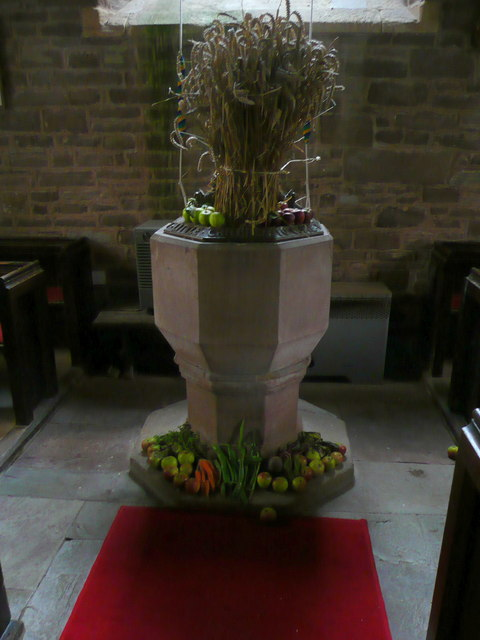
Snopek przy darach dożynkowych w Anglii
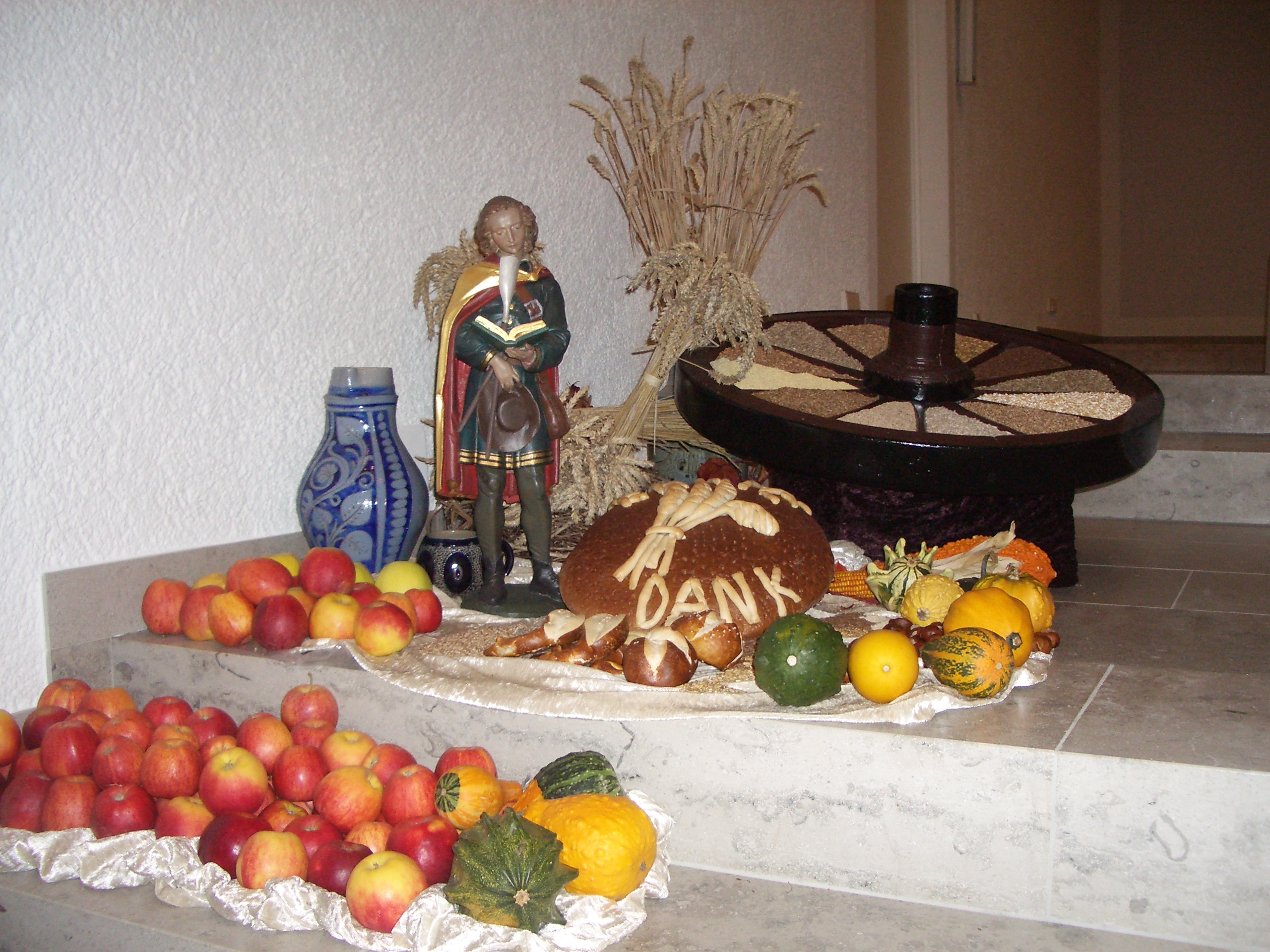
Snopki w czasie Erntedankfest
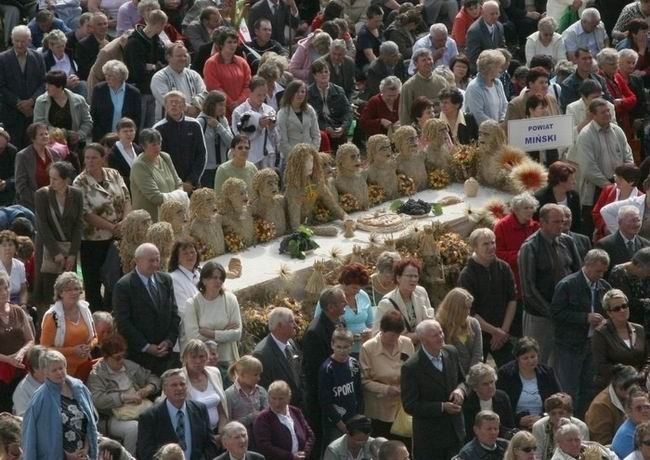
Snopki dożynkowe na Jasnej Górze
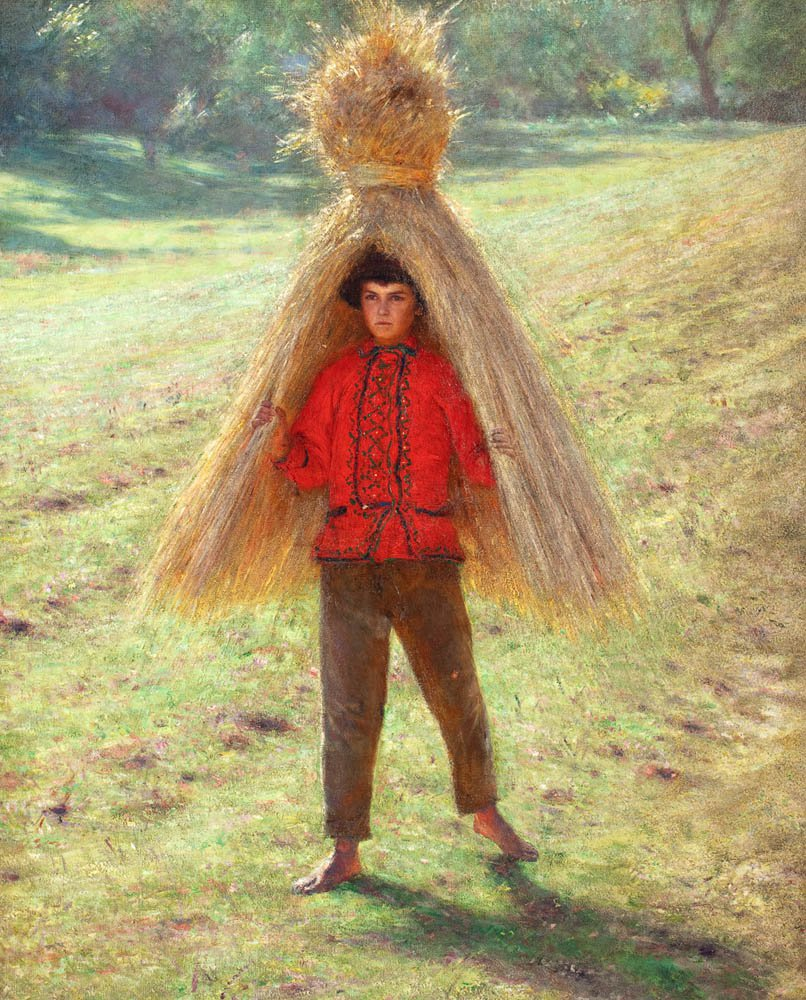
Chłopiec niosący snop, A. Gierymski
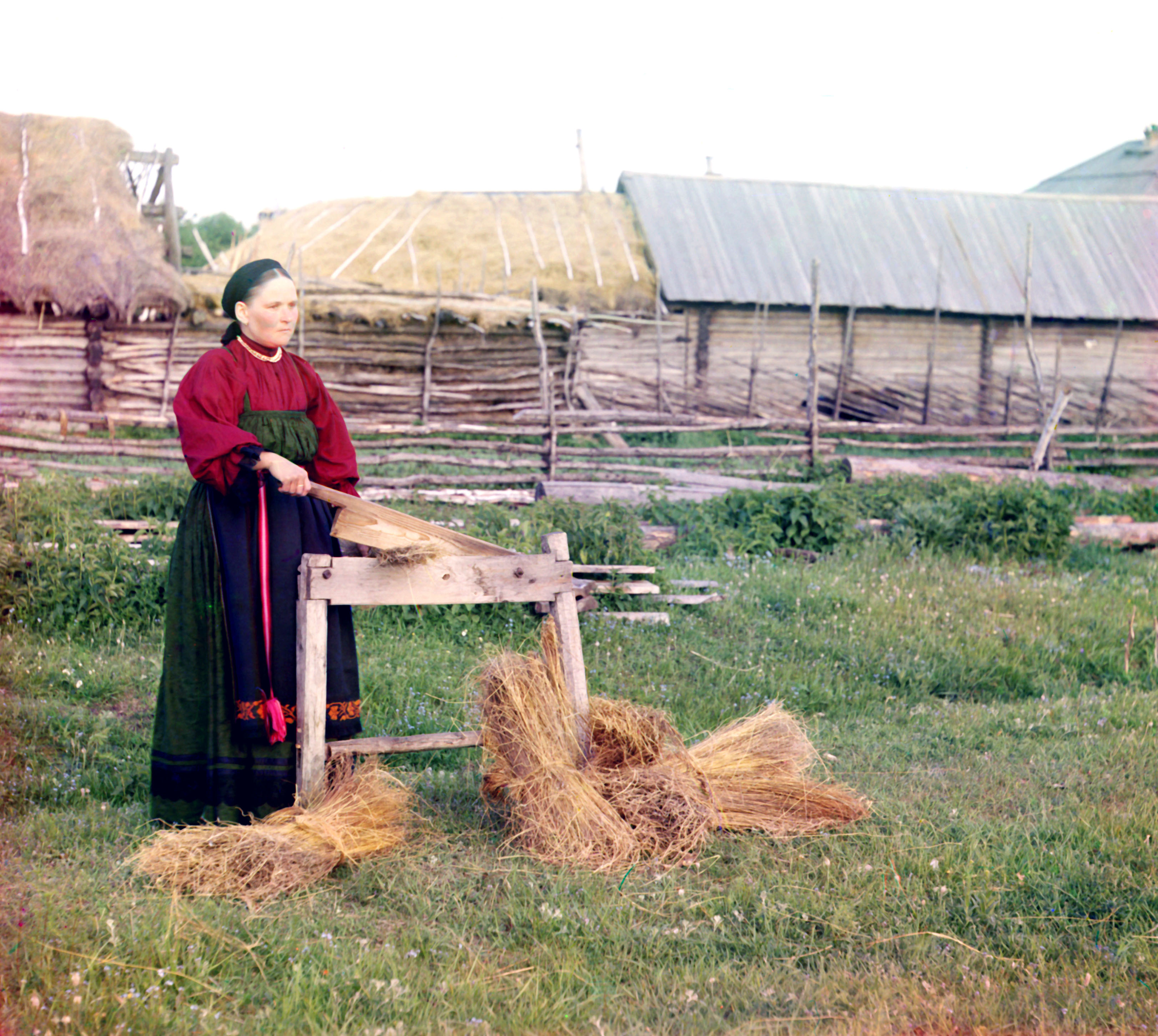
Chałupnicze międlenie lnu
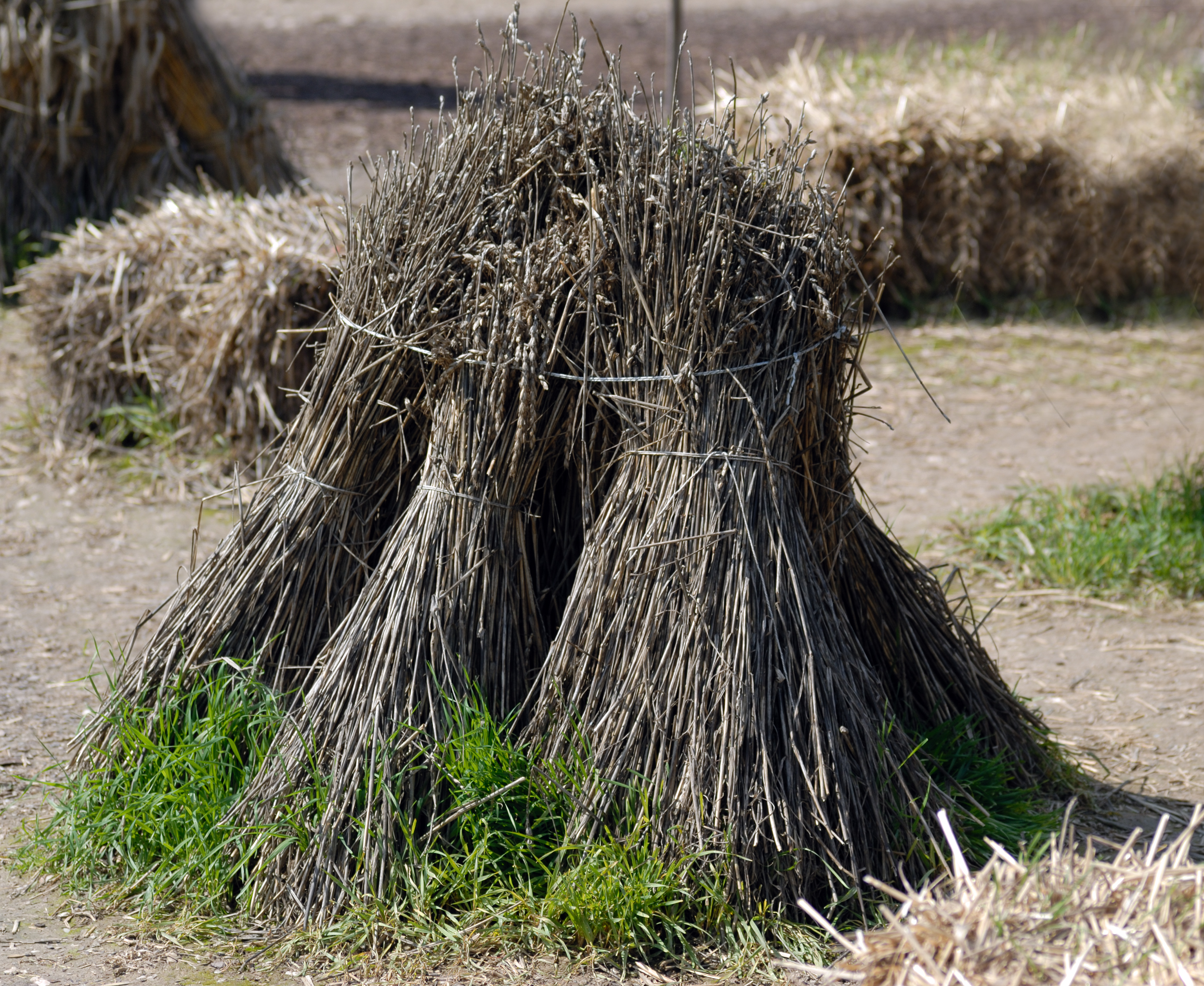
Mendel ze snopków orkiszu

## Snopek w heraldyce

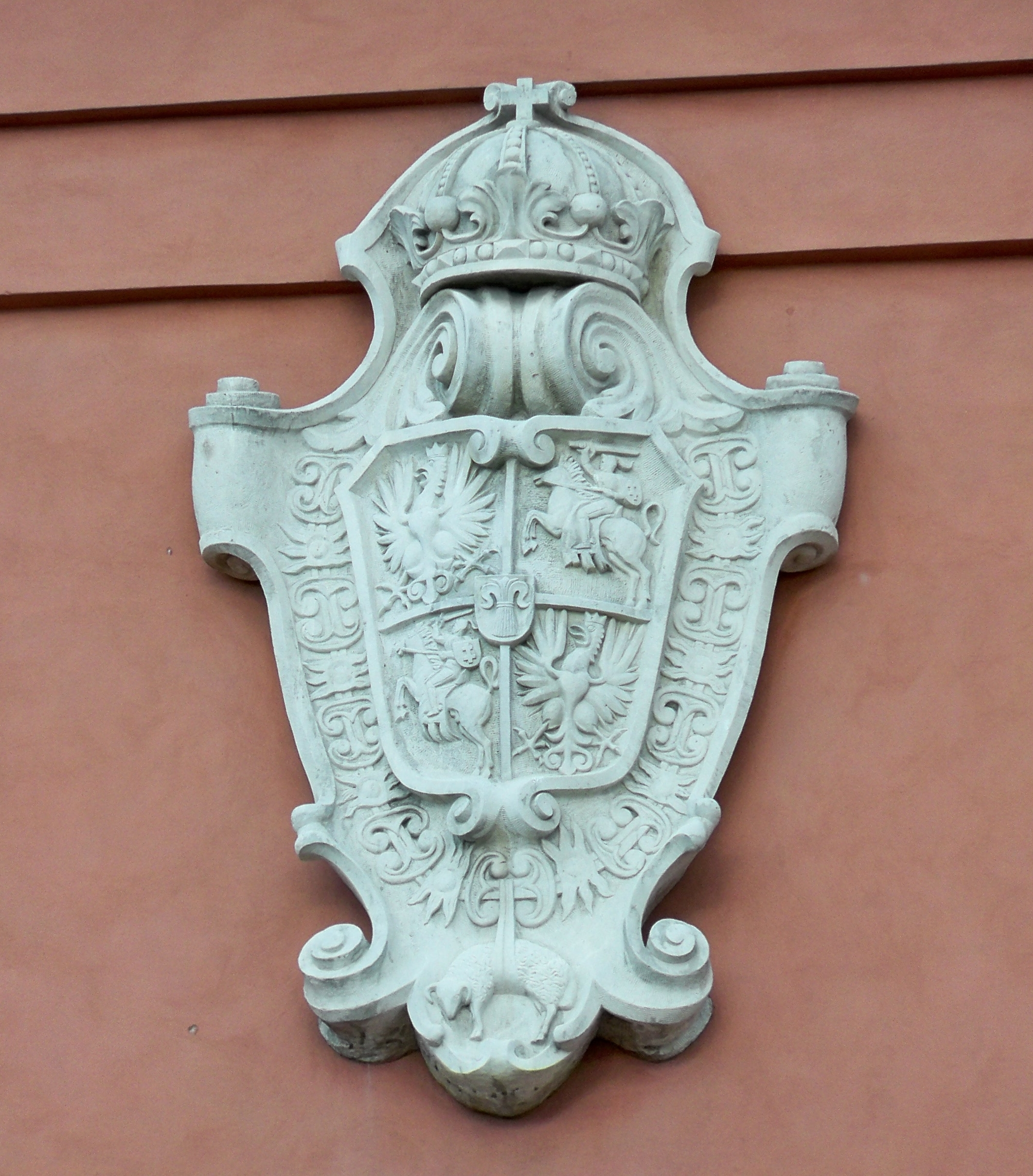
Snopek Wazów w herbie RP
Herb Wazów – snopek
Snop w herbie Givry (Saône-et-Loire)
Herb Kornwestheim